# براد مارشان
براد مارشان (بالإنجليزية: Brad Marchand)‏ (و. 1988  م) هو لاعب هوكي الجليد كندي، ولد في هاليفاكس، مركز لعبه هو جناح ‏.
.

## جوائز
حصل على جوائز منها:
- كأس ستانلي.

## روابط خارجية
- براد مارشان على موقع دوري الهوكي الوطني (الإنجليزية)
- براد مارشان على موقع قاعة مشاهير الهوكي (لاعب أن.إتش.أل) (الإنجليزية)
- براد مارشان على موقع EliteProspects.com (الإنجليزية)
- براد مارشان على موقع Eurohockey.com (الإنجليزية)
- براد مارشان على موقع HockeyDB.com (الإنجليزية)
- براد مارشان على موقع Hockey-Reference.com (الإنجليزية)